# Eric Schwartz
Eric Schwartz est un auteur-compositeur-interprète américain de musique folk, connu pour ses paroles sexuellement explicites, souvent humoristiques comme dans les chansons Clinton Got A Blowjob et Who Da Bitch Now. Sa vidéo, Keep Your Jesus Off My Penis a été téléchargée plus d'un million de fois. Il cite Dr. Demento comme source d'inspiration. Diplômé en biologie de l'université Tufts, il est acteur et guitariste, avant de s'installer à Greenwich Village pour commencer sa carrière d'auteur. Il a joué plusieurs fois au festival folk de Kerrville (en) où il a été finaliste du concours écriture de chansons en 2001.
Il vit à présent à Los Angeles, en Californie.

## Discographie
- That's How It's Gonna Be (1999)
- Pleading The First: Songs My Mother Hates (2000)
- Sunday Blue (2002)
- Self-Bootleg (2003)
- Redder than Ever (2006)
- Christmastime in La La Land (avec les Seasonals) (2010)

## Source de la traduction
- (en) Cet article est partiellement ou en totalité issu de l’article de Wikipédia en anglais intitulé « Eric Schwartz » (voir la liste des auteurs).